# Supercopa de Europa femenina de la FIBA
La Supercopa de Europa Femenina de baloncesto, es una competición anual, iniciada en 2009 y organizada por FIBA Europa, que enfrenta a los ganadores de los dos torneos continentales de clubes: el vigente campeón de la Euroliga con el vigente campeón de la Eurocopa.
La competición se celebra a partido único y tiene lugar a principio de temporada.
En la década de los 80 del siglo XX la FIBA inició un experimento en su modalidad masculina con una Supercopa de Europa de Baloncesto FIBA, actualmente desaparecida, siendo el único precedente de dicha competición (que enfrentaba a los campeones continentales) el Torneo Internacional de Clubes ACEB "Memorial Héctor Quiroga".

## Ediciones
| Ed.           | Temporada | Formato | Campeón                     | Res.   | Subcampeón              | Sede                       |
| ------------- | --------- | ------- | --------------------------- | ------ | ----------------------- | -------------------------- |
| I             | 2009      | A2      | Spartak Región de Moscú (1) | 92–59  | Galatasaray             | Vidnoe, Rusia              |
| II            | 2010      | A2      | Spartak Región de Moscú (2) | 70–61  | Athinaikos              | Maroussi, Grecia           |
| III           | 2011      | A2      | Perfumerías Avenida (1)     | 95–72  | Elitzur Ramla           | Salamanca, España          |
| No se celebró |           |         |                             |        |                         |                            |
| IV            | 2013      | A2      | UMMC Ekaterinburg (1)       | 72–63  | WBC Dynamo Moscow       | Ekaterimburgo, Rusia       |
| No se celebró |           |         |                             |        |                         |                            |
| V             | 2015      | A4      | ZVVZ USK Prague (1)         | 93–91  | UMMC Ekaterinburg       | Braine-l'Alleud, Bélgica   |
| VI            | 2016      | A2      | UMMC Ekaterinburg (2)       | 66–63  | ESB Villeneuve-d'Ascq   | Villeneuve-d'Ascq, Francia |
| VII           | 2017      | A2      | Dynamo Kursk (1)            | 84–73  | Yakın Doğu Üniversitesi | Kursk, Rusia               |
| VIII          | 2018      | A2      | UMMC Ekaterinburg (3)       | 79–40  | Galatasaray             | Ekaterimburgo, Rusia       |
| IX            | 2019      | A2      | UMMC Ekaterinburg (4)       | 87–67  | Nadezhda Oremburgo      | Ekaterimburgo, Rusia       |
| X             | 2021      | A2      | Valencia Basket (1)         | 75–68  | UMMC Ekaterinburg       | Valencia, España           |
| XI            | 2022      | A2      | Tango Bourges (1)           | 65-44  | Sopron Basket           | Bourges, Francia           |
| XII           | 2023      | A2      | Fenerbahçe (1)              | 109-52 | ASVEL                   | Lyon, Francia              |
| XIII          | 2024      | A2      | Fenerbahçe (2)              | 79-63  | Beşiktaş                | Estambul, Turquía          |

## Palmarés
| Equipo                  | Títulos | Años campeón           | Subcampeón | Años subcampeón |
| ----------------------- | ------- | ---------------------- | ---------- | --------------- |
| UMMC Ekaterinburg       | 4       | 2013, 2016, 2018, 2019 | 2          | 2015, 2021      |
| Spartak Región de Moscú | 2       | 2009, 2010             |            |                 |
| Fenerbahçe              | 2       | 2023, 2024             |            |                 |
| Perfumerías Avenida     | 1       | 2011                   |            |                 |
| ZVVZ USK Praha          | 1       | 2015                   |            |                 |
| Dynamo Kursk            | 1       | 2017                   |            |                 |
| Valencia Basket         | 1       | 2021                   |            |                 |
| Tango Bourges           | 1       | 2022                   |            |                 |
| Galatasaray             |         |                        | 2          | 2009, 2018      |
| Athinaikos              | 1       | 2010                   |            |                 |
| Elitzur Ramla           | 1       | 2011                   |            |                 |
| WBC Dynamo Moscow       | 1       | 2013                   |            |                 |
| ESB Villeneuve-d'Ascq   | 1       | 2016                   |            |                 |
| Yakın Doğu Üniversitesi | 1       | 2017                   |            |                 |
| Nadezhda Oremburgo      | 1       | 2019                   |            |                 |
| Sopron Basket           | 1       | 2022                   |            |                 |
| ASVEL                   | 1       | 2023                   |            |                 |
| Beşiktaş                | 1       | 2024                   |            |                 |